# 天青窯變釉紫斑圓盤
天青窯變釉紫斑圓盤，為中國金～元時期（約莫12～13世紀）鈞窯製品，從瓷盤上的紫色彩斑可看出鈞窯特有的幻化多變的釉彩，自然流淌形成的紫紅釉也恰相呼應晚清文人們以「夕陽紫翠忽成嵐」來形容鈞窯瓷器，屬鈞瓷生活器皿類，在高溫（約在攝氏1250~1270度）還原氣氛的環境中燒製而成，特殊的釉彩，源於一系列的物理化學效應，現藏於台北国立故宫博物院。

## 定年-宋代鈞瓷與元代鈞瓷的差異

### 宋代鈞瓷
經宋徽宗將鈞窯設作官窯後，同時也禁止民間鈞窯的燒製，因而造就一系列宋代鈞瓷獨特的風貌。
1. 造型規整：宋代鈞官窯對瓷器外型的設計多有規範，也造就宋代鈞瓷大多為陳設類瓷器（如花盆、尊、洗等等）的現象。
2. 做工精細：對瓷器的製作過程，從水質、胎土、釉料的細緻程度、火侯、甚至上彩、上釉的過程等等，鈞官窯皆有其特殊的規範，也形成宋代鈞瓷外型相當精緻的現象。
3. 器底多塗褐色（俗稱芝麻醬色）護胎釉。
4. 作品底部多有編號，象徵意義有兩說，一是數字越小的器型越大，二是奇數號為紅色、偶數號則為藍色做為作品主色。
5. 吸水率低，瓷化程度高，叩之其聲鏗鏘圓韻悅耳。

唐末宋初是「青一色」的，後來變成入窯一色，出窯萬彩。在多窯瓷器的燒制過程中，對風向、溫度和選料、窯址等方面都有很深的講究，有人說「鈞窯萬變，難在燒成，貴在窯變」，十燒九不成，所以鈞窯產品才顯得名貴。經過窯變出來的瓷器，宛若「峽谷飛瀑菟絲縷，夕陽紫翠總成嵐，綠如春水初升日，紅如朝霞欲上時」，就像一幅天 然的繪畫。所以，宋徽宗下旨，除了宮廷收藏外，禁止民間收藏鈞窯瓷器。

### 元代鈞瓷
元朝統治時期，北方定窯、耀州窯已經走向衰弱，鈞窯和磁州窯則繼續發展。元代鈞窯系的燒造仍在河南禹縣，這時期鈞瓷的影響比宋朝還大，燒鈞瓷的窯口在河南廣有分布，河北、陝西也有，形成了一個鈞窯體系。
1. 胎質較厚、粗糙、鬆散，胎土顏色深灰或土黃。
2. 釉質略粗，釉層有大氣泡和棕眼[2]。
3. 胎釉結合不如宋鈞 緊密。
4. 顏色一般是月白色後藍灰色，個別器物上有紫紅色彩斑，是人工有意塗抹而不是釉中所含銅元素在高溫中的自然暈散。
5. 釉厚，自然垂釉多不到底，底足無釉，露深黃色或淺褐色胎。
6. 瓷化程度較低，叩之聲響低悶。[3]

而觀察此件作品的器形、釉質、釉彩剝落與滿釉支燒等等的特徵，皆相異於宋代鈞瓷，此外，此作品與北京海淀區出土品雷同，釉中暈現的彩斑，也見於十三世紀墓葬之出土品，因而推測此作品應產燒於金元之際。

## 特徵
- 外型：侈口，折沿，周壁極淺，平底，淺圈足，為仿金銀器的器型。
- 釉色：通體罩施天藍色釉，藍釉泛青，釉面為自然流淌形成的紫紅色斑紋，釉質粗略，釉中含有氣泡。
- 開片：釉表開細紋片，因釉化冷縮，出現龜裂，然後升溫又重新彌合，雖屬弊病，但特殊的紋型反而成為鈞瓷的特色。
- 底緣及口部沿邊，不同於汝窯鑲邊的設計，皆為裸露胎土而呈米黃色。
- 支釘燒痕：全器滿釉支燒，外底留有圓點狀支痕三枚，因其釉層較厚，支痕較汝窯的芝麻支釘燒痕大。

## 釉色

### 乳光藍色
乳光藍色源自於二液相分相釉的物理化學現象，因其矽鋁比比起不分相透明釉還高，且磷含量較高，因此在合理的燒成制度和較慢冷卻進度下燒成時，會分成兩個成分不同的、互不相容的液相，其中一相以無數孤立的小液滴的形式分散於另一連續的相（二氧化矽）中，使其產生廷得耳效應，進而形成其乳光的視覺效果。此外，瓷中孤立的小液滴，因其大小恰在微米等級，符合瑞利散射定律，也使其乳光釉帶有淺藍或天藍的色澤。
此外，釉料中含有少量的鐵，再還原氣氛中會形成帶有灰色、冷綠色的氧化亞鐵（FeO），這樣淺湖綠色釉，再加上乳光釉形成鈞窯獨有的青色光澤。

### 紫紅斑
鈞瓷多以氧化銅作為呈色劑，在還原氣氛中氧化銅形成氧化亞銅，也成為鈞瓷中特殊赭色的來源，此外，經科學分析與其相近的作品的破片，形成作品中紅色斑紋來源的化學成分，可能還包含二氧化矽、氧化鋁、氧化鐵、氧化銻、氧化鈣、氧化鉀、氧化鎂、氧化鈉、五氧化二磷、氧化錫、氧化銅、氧化鈷、氧化錳等等，而在近代的鈞紅釉中，又多了氧化鋅，而紫斑則是由於在青藍色的釉上塗上一層銅紅釉所造成的。